# Hayden (dolina)

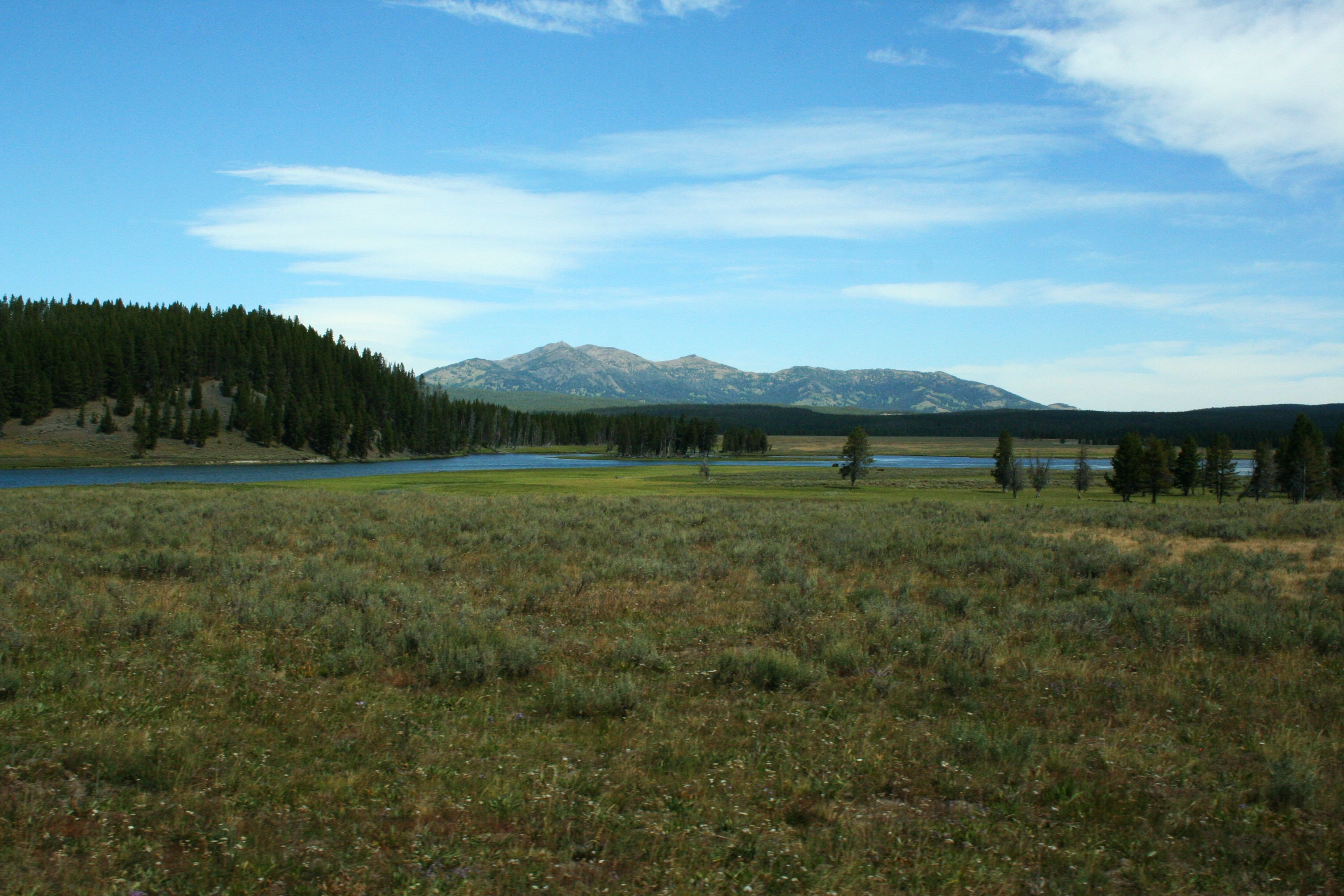
Hayden Valley

Dolina Hayden - leży w Parku Narodowym Yellowstone, w stanie Wyoming, w Stanach Zjednoczonych. Szeroka, prostokątna dolina położona jest na północ od jeziora Yellowstone na terenie kaldery Yellowstone. Z racji położenia na terenie wulkanicznym w dolinie znajduje się kilka formacji termicznych m.in. Mud Geyser oraz Crater Hills. Przez dolinę przepływa także rzeka Yellowstone. 

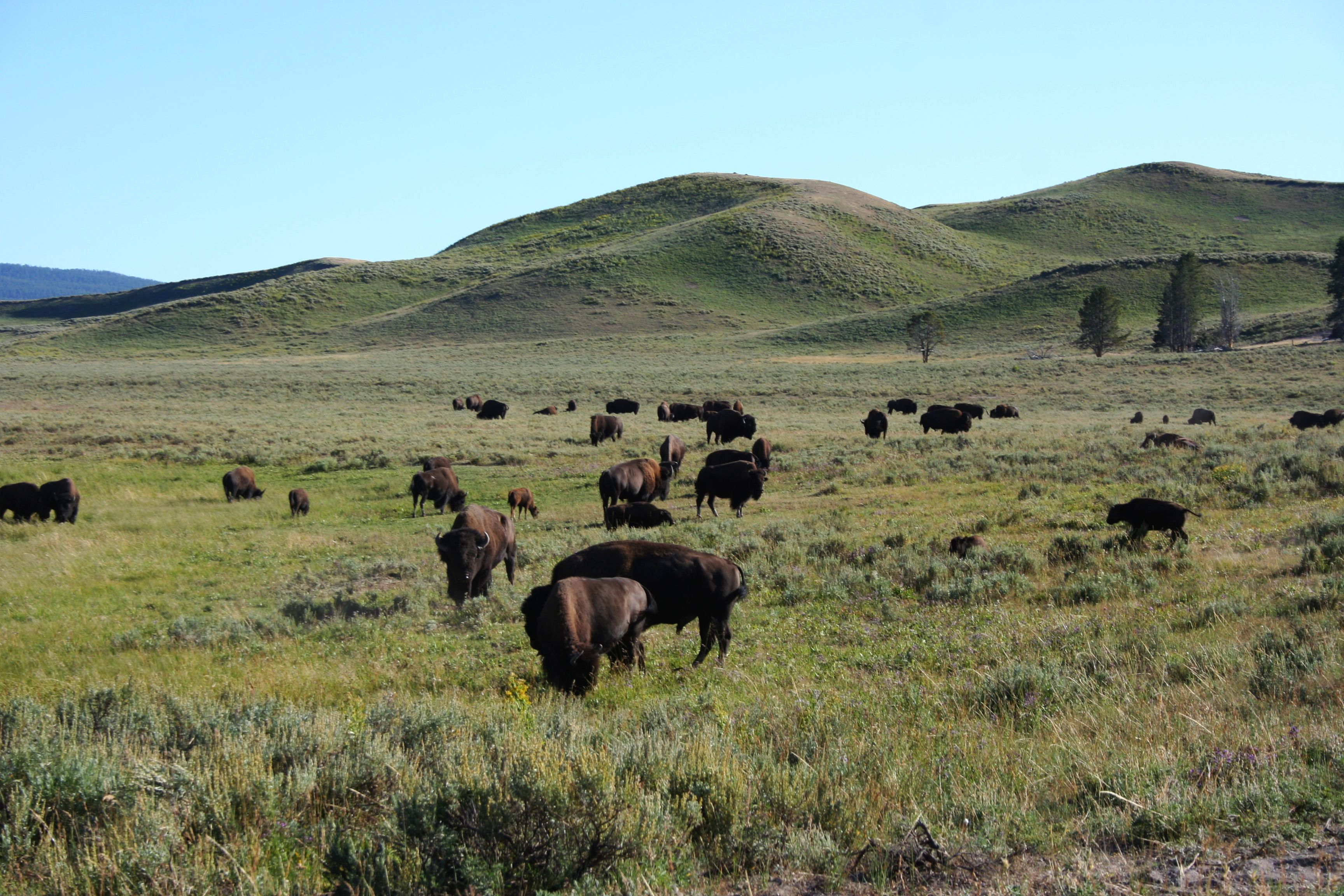
Bizony amerykańskie w Dolinie Hayden

Dolina Hayden nazwana na cześć jednego z największych odkrywców parku Yellowstone, geologa Ferdinanda Haydena, należy także do najpopularniejszych wśród turystów dzięki swojej malowniczości oraz masowemu występowaniu dzikich zwierząt. Na wiosnę często pozostaje zamknięta z racji występowania niedźwiedzi grizli, w późniejszym okresie licznie występują w dolinie bizony, kojoty, łosie i wilki.